# Chemiré-le-Gaudin
Chemiré-le-Gaudin è un comune francese di 951 abitanti situato nel dipartimento della Sarthe nella regione dei Paesi della Loira.

## Società

### Evoluzione demografica
Abitanti censiti